# Женская сборная Багамских Островов по софтболу
Женская национальная сборная Багамских Островов по софтболу — представляет Багамские Острова на международных софтбольных соревнованиях. Управляющей организацией выступает Федерация софтбола Багамских Островов (англ. Bahamas Softball Federation).

## Результаты выступлений

### Чемпионаты мира
| Год        | Победы         | Поражения      | Место          |
| ---------- | -------------- | -------------- | -------------- |
| 1965—1974  | не участвовали | не участвовали | не участвовали |
| 1978       |                |                | 7              |
| 1982       |                |                | 12             |
| 1986       | не участвовали | не участвовали | не участвовали |
| 1990       | 4              | 5              | 13             |
| 1994       | 3              | 3              | 14             |
| 1998—н. в. | не участвовали | не участвовали | не участвовали |

### Панамериканские игры
| Год        | Победы         | Поражения      | Место          |
| ---------- | -------------- | -------------- | -------------- |
| 1979—1987  | не участвовали | не участвовали | не участвовали |
| 1991       | 1              | 6              | 7              |
| 1995       | не участвовали | не участвовали | не участвовали |
| 1999       | 1              | 9              | 6              |
| 2003       | 0              | 7              | 8              |
| 2007—н. в. | не участвовали | не участвовали | не участвовали |

### Панамериканские чемпионаты по софтболу
| Год        | Победы         | Поражения      | Место          |
| ---------- | -------------- | -------------- | -------------- |
| 1987—1994  | не участвовали | не участвовали | не участвовали |
| 1997       | .              | .              | ??             |
| 2001       | 1              | 6              | 14             |
| 2005—2013  | не участвовали | не участвовали | не участвовали |
| 2017       | 1              | 7              | 16             |
| 2022—н. в. | не участвовали | не участвовали | не участвовали |

### Игры Центральной Америки и Карибского бассейна
| Год        | Победы                      | Поражения                   | Место                       |
| ---------- | --------------------------- | --------------------------- | --------------------------- |
| 1926—1938  | турнира по софтболу не было | турнира по софтболу не было | турнира по софтболу не было |
| 1946       |                             |                             | ??                          |
| 1950—1970  | турнира по софтболу не было | турнира по софтболу не было | турнира по софтболу не было |
| 1974       |                             |                             | ??                          |
| 1978       |                             |                             | ??                          |
| 1982       |                             |                             | ??                          |
| 1986       |                             |                             | ??                          |
| 1990       |                             |                             | ??                          |
| 1993       |                             |                             | ??                          |
| 1998       | 1                           | 6                           | 8                           |
| 2002       | не участвовали              | не участвовали              | не участвовали              |
| 2006       | 1                           | 6                           | 7                           |
| 2010—н. в. | не участвовали              | не участвовали              | не участвовали              |